# 産経新聞
- 産経新聞
- 產經新聞
- サンケイ新聞

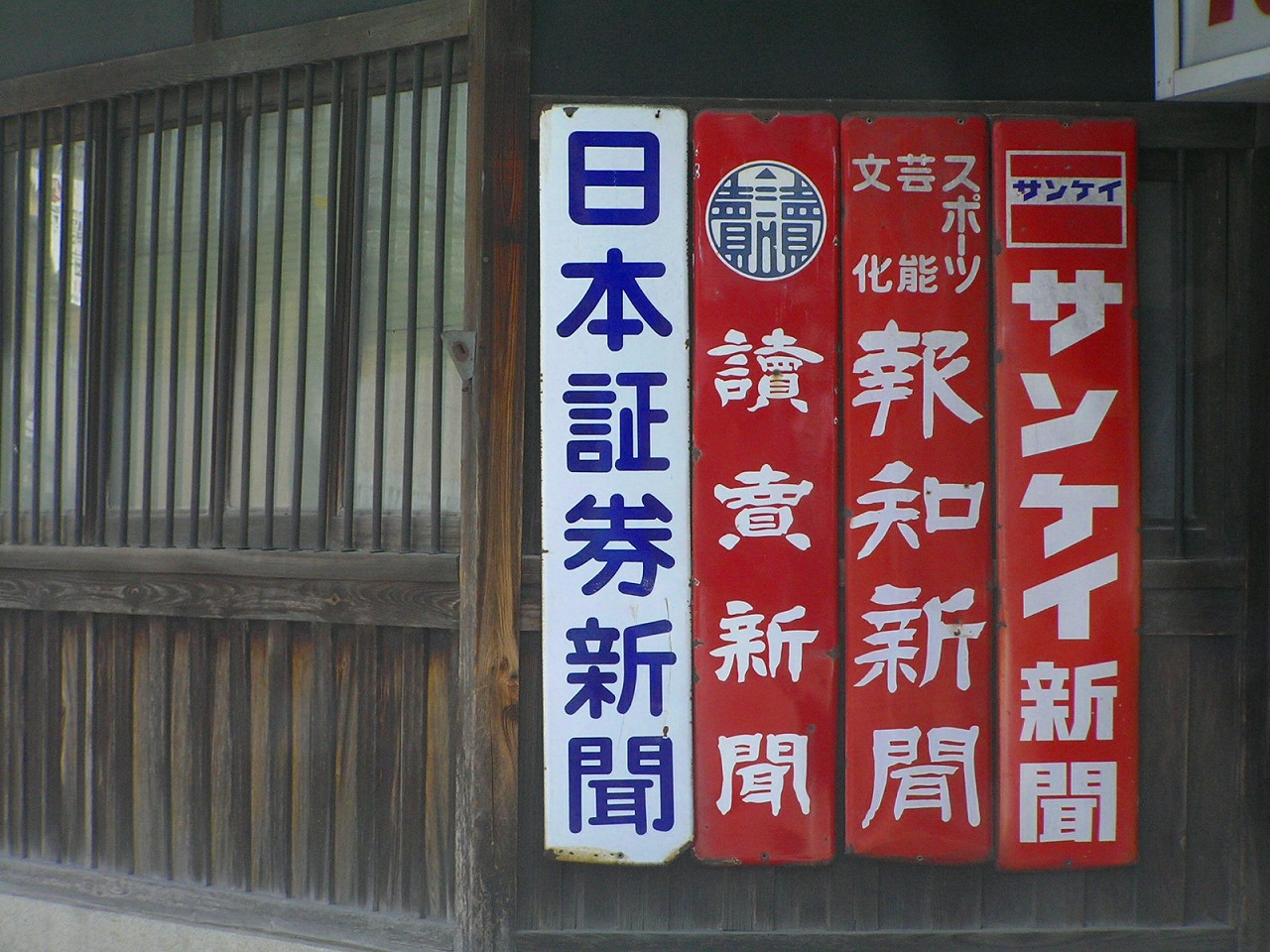
旧題字の看板を掲示する販売店も存在する

産経新聞（さんけいしんぶん、題字: 產經新聞、英: THE SANKEI SHIMBUN）は、フジサンケイグループ（FCG）の産業経済新聞社が発行する日本の新聞（一般紙）。正式名称は産業経済新聞（さんぎょうけいざいしんぶん）で、1933年に「日本工業新聞」として創刊された。日本の5大紙（広義の全国紙）の一つで、紙媒体については主に関東・近畿地方を中心に販売を行っている。「産業経済新聞」という題字であるが、日本経済新聞（日経新聞）のような経済紙ではなく、一般紙である。
大阪朝日新聞社（現在の朝日新聞大阪本社）や大阪毎日新聞社（同毎日新聞大阪本社）とともに大阪発祥の新聞社であるが、現在登記上の本店は東京都千代田区大手町の東京サンケイビルに置いている。

## 概要

### 全国紙の一角
産業経済新聞社（産経新聞社）はフジテレビジョン（フジテレビ）やニッポン放送、ポニーキャニオンなどとともにフジサンケイグループ（FCG）に属する。大阪新聞の僚紙である日本工業新聞（1933年6月20日創刊）を前身とし、時事新報の流れを汲む。
「産業経済新聞」という正式名称ではあるが、日本経済新聞（日経新聞）のように経済に特化した経済専門紙だったのは大阪のみで発行されていた1950年（昭和25年）までで、以降は一般紙となっている。キャッチフレーズは「モノをいう新聞」である。
2002年には発行部数の減少及びそれに伴う合理化のため東京本社版の夕刊を廃止した。そのため、現在は東京本社版が朝刊のみ、主力の大阪本社版が朝刊・夕刊発行という変則的な発行体制が取られている。東京本社版の夕刊廃止後、産経系における時事的な夕刊は、スピンオフタブロイド紙の夕刊フジに事実上一任されていたが、この夕刊フジも2025年1月31日発行の2月1日付限りで休刊した。

朝刊発行部数は中央紙5紙の中で最も少ない81.7万部（2025年1月・ABC部数）でブロック紙の中日新聞（東京新聞・北陸中日新聞・日刊県民福井を含む）より少なく、首位の読売新聞の6分の1程度の水準である。従前から北海道・東北・中部・中四国・九州・沖縄地方での流通はごくわずかであった。特に沖縄県での発行部数は2024年7月の時点で250部程度、2024年9月に紙版配送を終了した富山県では最末期の発行部数が245部しかなかった。このため2大都市圏以外では公立図書館への納品を除き一般読者の支持がほとんど得られておらず、紙版を即売で見る機会も他の中央紙と比べて圧倒的に少なかった。
2020年10月よりコスト削減のため宅配網自体を関西と関東などに限定すると2018年にFACTAが報道したが、2024年10月現在、北海道、富山県、沖縄県以外では宅配網が維持されている。しかし、東海地方の大半、九州（山口県を含み、沖縄県を除く）は他紙への委託宅配となっているほか、全国紙5紙で唯一、北海道札幌市に加え、愛知県名古屋市に発行拠点を置いていない。ただし、宅配不可の地域でも、第3種郵便物としての郵送購読（但しこの場合は発行日から数日程度遅れての発送となる）、または産経電子版の有料会員になれば毎日タイムラグなく配信を受けられるため、近年では電子版の有料購読者拡張により反転攻勢を目指している。
また、元々前身の日本工業新聞が大阪新聞からスピンオフしたものであり、共同通信社・地方紙などで構成する47NEWS・よんななクラブに大阪本社が単独で加盟しているなど、全国紙であると同時に大阪府の地方紙としての性格を有している。

### 積極的なデジタル戦略
産経新聞は他社が紙媒体に固執するなか、いち早くデジタル分野に注力してきた。2005年11月に子会社の産経デジタルを設立し、ニュースサイト「Sankei WEB（現・産経ニュース）」「SANSPO.COM（現・サンスポ）」「ZAKZAK」「SankeiBiz（現在はイザ!の経済コーナーに統合）」、産経新聞グループのニュースポータル「iza!（イザ）」などを開設した。
2007年には日本マイクロソフトと共同でニュースサイト「MSN産経ニュース（https://sankei.jp.msn.com/）」を開設し、既存の「Sankei WEB」が新サイトに全面移行した。当時の住田良能社長は発表記者会見にて「MSN産経ニュースでは、原則としてスクープも紙面の締め切りを待たずにWebに掲載する『ウェブファースト』を実現するが、単に速さだけでなく質の高さも合わせて追求する『ウェブパーフェクト』を目指す」と語っている。2014年10月にマイクロソフト米国本社のグローバル戦略の変更に伴って共同運営を終了、単独運営の「産経ニュース（https://www.sankei.com/）」に移行した。
2022年12月の仕様変更によってTwitter（現・X）の投稿閲覧回数が第三者からも可視化された際には、FLASHがX公式アカウント「産経ニュース（@Sankei_news）」の圧倒的な拡散力を紹介した。「朝日新聞」「毎日新聞」「読売新聞オンライン」公式アカウントはそれぞれ約133万、約98万、約83万のフォロワーを有しているものの、表示回数が数千回、多いもので1万回程度にとどまっている。その一方、フォロワー約70万人「産経ニュース」は、表示回数が1万回を超えるツイートが多く、なかには5万回以上の投稿もあると報じている。

## 沿革

旧題字（1969年）

- 1933年（昭和8年）6月20日 - 前田久吉の経営する夕刊大阪新聞社によって、『日本工業新聞』として大阪市で創刊される。会社側は、この日を産経新聞の創刊日としている[3]。
- 1942年（昭和17年） 国家総動員法に付属した勅令新聞事業令に基づき、『大阪中外商業新報』など名古屋以西を拠点としていた経済各紙と強制統合。11月1日から題号を『産業經済新聞』[3]、商号を「産業経済新聞社」（さんぎょうけいざいしんぶんしゃ）にそれぞれ変更した。現在の『産経新聞』の題号に直接つながるという意味では、この日が実質的な創刊日である。

なお東日本の経済紙は東京で中外商業新報社が発行していた「中外商業新報」を中心に統合、『日本産業経済』（にほんさんぎょうけいざい、現・日本経済新聞）となった。これ以後、産経が東京に進出するまで日本産業経済と産業経済新聞は取材・販売地域の棲み分けをさせられたため、日本経済新聞と本紙はこの時点で同じ歴史の流れに組み込まれた。
- 1946年（昭和21年） - 前田久吉が新聞による戦意高揚に関与したとして公職追放される。
- 1950年（昭和25年） - 前田久吉が追放解除により社長に復帰する。3月から東京でも印刷・発行を開始。紙面を経済紙から一般紙に変更し、全国紙としての基礎を固める。
- 1951年（昭和26年）1月1日 - 世界経済新聞社の発行する『夕刊世界経済』を東京本社発行の『産業経済新聞』に合併。同紙は1946年（昭和21年）に『世界日報』として創刊し、1948年（昭和23年）に『世界経済新聞』に改題、1950年（昭和25年）に『夕刊世界経済』に再度改題した高級紙であり、現存する統一教会系の『世界日報』とは無関係。
- 1952年（昭和27年）2月 - 『週刊サンケイ』（のちのSPA!）創刊。
- 1953年（昭和28年）6月 - 東京で夕刊発行を開始。
- 1955年（昭和30年）11月1日 - 東京発行の『産業経済新聞』が『時事新報』を合同し、『産經時事』に改題。国有地払い下げで取得した東京都千代田区大手町に東京本社ビル（現・東京サンケイビル）が完成。
- 1956年（昭和31年）3月 - 大阪で夕刊発行を開始。
- 1958年（昭和33年） - 東京進出により債務過多、経営危機に陥り、住友銀行（現・三井住友銀行）の支援を受け、また財界関係者を首脳に迎える。その引き換えとして論調を右派強硬路線に転換。7月11日、東京発行の『産経時事』を『産經新聞』に改題[注釈 2]。
- 1959年（昭和34年）2月1日 - 大阪発行の『産業経済新聞』を『産經新聞』に改題（東西で異っていた題号を『産經新聞』に統一[注釈 2]）。
- 1964年（昭和39年） - サンケイスカラシップをフジテレビジョンなどと共に創設し、海外留学生派遣事業を支援した。1989年（平成元年）に終了。
- 1967年（昭和42年） - フジテレビジョン、ニッポン放送、文化放送とともにフジサンケイグループを結成する。
- 1969年（昭和44年）
  - 5月 - 題号を『サンケイ』に改題（正式名称は産業経済新聞のまま。但し、欄外の題字と社旗は1962年2月1日付けに先行で「サンケイ（新聞）」のカタカナ題号を使用開始している）
  - 9月1日 - 「サンケイ1000人調査」のタイトルで、連日（週4回）世論調査を開始（経営難により1977年3月に終了）[13]
- 1973年（昭和48年）12月 - サンケイ新聞事件が起こる。
- 1986年（昭和61年）
  - 4月1日 - 題字右側にフジサンケイグループのシンボルマーク「目玉マーク」が添付。
  - 10月 - 宮城県仙台市で現地印刷開始。
- 1988年（昭和63年）5月28日 - 題号を再び漢字の『産經新聞』（正式名称は産業経済新聞のまま）に戻し、全国紙初の本格的カラー紙面を採用する。題号の変更に伴い「週刊サンケイ」を系列の扶桑社に移譲する（通巻号数はそのままで内容をリニューアルし「SPA!」と改題される）。
- 1991年（平成3年）1月 - 漫画新聞『コミックサンケイ』が発刊される。
- 1992年（平成4年）7月 - 鹿内宏明会長が解任される。いわゆる「産経クーデター」。
- 2002年（平成14年）4月1日（但し、実質は日曜夕刊の定例休刊日である3月31日から） - 東京本社版が3月30日付で夕刊を廃刊し全国紙で初の朝刊単独紙に移行。
- 2004年（平成16年）12月1日 - 大阪新聞と統合。「日本工業新聞」、「フジサンケイビジネスアイ」にリニューアル。
- 2005年（平成17年）8月8日 - 大阪本社が浪速区湊町二丁目の難波サンケイビルに移転。
- 2007年（平成19年）10月1日 - マイクロソフト運営ポータルサイトMSNと提携し「MSN産経ニュース」開始（2014年9月30日まで）。
- 2008年（平成20年）12月11日 - 産経新聞社が九州・山口県への販路拡大を目的に、毎日新聞西部本社の工場（佐賀県鳥栖市）で産経新聞の委託印刷を翌年10月から行うことで毎日新聞社と基本合意。
- 2009年（平成21年）
  - 1月19日 - 業績悪化により早期希望退職制度を募集。
  - 4月1日 - 産経新聞の九州現地印刷に伴い、九州総局（福岡県福岡市中央区渡辺通り[注釈 3]）内に「九州・山口本部」を新設。
  - 10月1日 - 「九州・山口特別版」発刊。
- 2010年（平成22年）7月26日 - 本文のフォントを変更。全体的に太いフォントを採用した。産経新聞グループの紙面全体の数字や、ラ・テ欄の時間表記も変わっている。
- 2011年（平成23年）
  - 6月22日 - 専務取締役大阪本社代表・熊坂隆光が社長に就任。現任の住田は相談役。会長清原武彦は会長職には留まるが代表権がなくなる[14]。
  - 12月 - 大阪府内版の連載企画「それゆけ!大阪ラーメン部」とのコラボレーションにより、エースコックから大手全国新聞社として初のタイアップ商品となるカップ麺「産経新聞 それゆけ!大阪ラーメン」[注釈 4]が期間限定で発売。
- 2012年（平成24年）6月1日 - 九州・山口本部が「西部本部」に変更。
- 2013年（平成25年）4月26日 - 創刊80周年（日本工業新聞の紙歴も算入）・『正論』創刊40周年を記念して進める事業の一環で、天皇明文元首化・国家緊急権及び発動時の人権制限・軍隊保持・国防の義務・国旗国歌規定などを盛り込んだ「国民の憲法」要綱を発表[16]。
- 2014年（平成26年）10月1日 - 旗艦ニュースサイト「産経ニュース」を開始。同日に総合オピニオンサイト「iRONNA」も開設[17]。これに伴いMSNとの提携、及び「MSN産経ニュース」は9月30日限りで終了。
- 2015年（平成27年）3月1日 - 東北地方向け産経新聞、サンケイスポーツ、フジサンケイビジネスアイ、競馬エイトの印刷業務を、自社系列工場（宮城県仙台市若林区）の老朽化に伴い、読売新聞仙台工場（宮城県黒川郡大和町）での受託印刷に移行[18]。
- 2017年 - 英語版サイト「JAPAN Forward」（ジャパンフォワード）を開設[19]。
- 2019年（平成31年）
  - 2月18日 - 51歳以上、59歳未満の希望退職者を約180人規模で募集。全従業員数の約1割に当たる大規模な募集となった[20]。
  - 3月1日 - 群馬県・長野県・新潟県全域、埼玉県の一部地域向け産経新聞とサンケイスポーツの印刷業務を、同月24日発行分から読売新聞の群馬工場（群馬県藤岡市）と川越工場（埼玉県川越市）に分担させる委託契約を東京本社との間で締結[18]。
- 2021年（令和3年）
  - 3月31日-総合オピニオンサイト「iRONNA」が終了。
  - 8月1日 - 価格改定。大阪本社版の朝夕刊セット地区で4,400円、東京本社版を含む朝刊単独地区（他、大阪本社版の朝刊単独地区・九州山口特別版）で3,400円へと変更する。7月21日に社告で発表、原材料費の上昇と人手不足に伴う新聞の制作・輸送・配達コストの増加を経営努力ではカバーしきれず限界となったことを挙げている。料金改定は他紙でも行われており、年内では朝日、毎日新聞に続き3例目である。
  - 10月8日-ラジオ大阪の一部株式をDONUTSに7月30日付で売却したと発表。同社の持ち株比率は49.9％から15.9％に下がった[21]。
- 2022年（令和4年）4月 - 2021年3月度のABC部数において販売店部数が100万部を下回る（99.7万部)。駅・コンビニでの発売部数を合わせた総部数は103万部[22]。
- 2023年（令和5年）
  - 8月1日 - 同日から月極め購読料を値上げすることを同年7月に発表した。大阪本社版の朝夕刊セット地区で4,900円、東京本社版を含む朝刊単独地区（他、大阪本社版の朝刊単独地区・九州山口特別版）で3,900円にそれぞれ変更された[23]。
    - 11月度のABC協会発表の朝刊部数において89.2万部となり90万部を下回る。[24]
- 2024年（令和6年）
  - 3月30日 - この日をもって、大阪本社管内の滋賀県の夕刊を廃止[25]。これに伴い、朝刊の締め切りが繰り上がり、夕刊フジの配達は、翌日の朝刊配達時となる（宅配のみ。1部売り即売は従来通り）。
  - 7月1日 - シンガポール支局を閉鎖[26]。
  - 9月30日 - 富山県内での産経新聞、サンケイスポーツ、夕刊フジの発行を9月30日で休止（終了）[27]。
- 2025年（令和7年）
  - 6月 - 6月度のABC協会発表の朝刊部数において79.8万部となり80万部を下回る。[28]
  - 8月2日 - 大阪本社管内での土曜日夕刊の発行を休止予定[29]。

## 論調
論調の根幹は右派的で親米保守・反共主義かつ旧体制への復古主義的傾向もみられる。また、右寄りといわれる読売新聞よりもタカ派的である。
電子版では「皇室」のコーナーを設けて動静を報じる。

### 日本の国政政党との関係
産経新聞は自由民主党（自民党）寄りの論調だと見なされることが多い。一方で、公明党との連立解消を主張するなど、公明党に対しては批判的な主張もみられる。

#### 自民党
1958年（昭和33年）の水野成夫の社長就任以降、一貫して自民党を支持している。とはいえ、近年では総裁が誰であれ無条件で支持する訳ではなくなってきている。2024年（令和6年）の第215特別国会召集前には、直前の第50回衆議院議員総選挙で大敗した第28代党総裁兼第102代内閣総理大臣石破茂の即時退陣を求めると主張し、石破が第103代内閣総理大臣として再び首班指名を受けた後には「憲政の筋を踏まえない首相続投は残念」と書いた。
社説「主張」・「正論」欄では親米保守・反共主義に肯定的な主張を多く掲載してきた。これも『産経時事』から『産経新聞』へ改めた際の経緯が関係する（#「正論」路線と『主張』『正論』欄で後述）。但し、党内の親台反中・反米強硬勢力ともつながりがあり、中でも石原慎太郎は青嵐会を率いた1970年代から亡くなるまで深い関係にあった。
2006年には他の全国紙が首相による靖国神社参拝を批判的な論調をとる中、第89代内閣総理大臣小泉純一郎による靖国神社参拝を支持する立場をとった。小泉の後を継いだ第90・96-98代首相安倍晋三率いる安倍内閣についても「右傾化」との指摘は誤りであるとする論陣を張った。
なお、自民党出身の閣僚ないし政務三役に不祥事があった場合は、自民党に対する国民の支持を繋ぎ止めるために批判に回ることもあり、過去には「主張」欄で「総理の対応が後手後手」「首相は更迭を躊躇うな」と表現したこともあった。
これら一連の本紙の動きに対し、自民党側は機関誌で「輝かしい信条を持ちその良識あふれる紙面によりわが国唯一の高級紙となっている」と評価し、田中角栄が第6代総裁を務めていた時代には「産経新聞を拡張せよ」という秘密指令が飛んだこともあった。
2021年に最高裁が「夫婦別姓」を認めない民法の規定を再び「合憲」と判断した際には、「主張」欄で「夫婦同一の姓は社会に定着し、家族の呼称として意義があることを認めた平成27年の最高裁判決を踏襲した妥当な判断である」と表現し、選択的夫婦別姓制度の導入に反対する立場をとっている。
外交政策に関して、アメリカ合衆国との同盟維持・集団的自衛権の必要性を主張している。

#### 日本維新の会
日本維新の会に対しては、反共・憲法改正・親米保守などといった基本理念では本紙と共通し、さらに行政改革に対しても自民党以上に積極的なため、好意的な論調が多い。

#### 旧民主党系
旧民主党とその後継の民進党に対しては、2015年の政治資金収支報告がなされた際に、連日所属国会議員の支出を批判する記事を掲載した。またゆるキャラグランプリ2015で、民主党がエントリーさせた「民主くん」に対する支持が集まらなかったことを、写真付きで大々的に取り上げ嘲笑した。民進党の事実上の後継政党である立憲民主党に関しても、「立憲共産党」と揶揄するなど批判的論調が多く見受けられる。

#### 日本共産党および左派勢力
日本共産党に対しては、反共主義の観点から批判する傾向が強く、1973年（昭和48年）12月2日付本紙朝刊に掲載された、自由民主党が有償で出稿した日本共産党に対する意見広告への無償の反論権があるかを巡りサンケイ新聞事件が起きている。1977年の第一審と1980年の控訴審の二度の判決で共産党側による反論権の主張は否定され、1987年（昭和62年）、最高裁が共産党による上告を棄却する判決を行い、産経全面勝訴の判決が確定した。
2013年には中沢啓治の漫画『はだしのゲン』について、「ジャンプで打ち切りになり共産党系・日教組系と連載誌を転々とし始めた頃から、旧帝國陸軍のありもしない蛮行や昭和天皇への呪詛がてんこ盛りになった」とする記事を掲載した。

#### その他の少数政党
少数政党では、幸福の科学傘下で保守強硬色の強い幸福実現党関連の記事、連載、広告を本紙および僚紙で多く受け入れる傾向がある。
2009年（平成21年）6月24日の夕刊フジに開祖大川隆法の妻で当時党首だった大川きょう子のインタビュー記事を掲載、2009年8月2日、大川きょう子（当時宣伝局長）と田母神俊雄の対談記事が全面広告として掲載された。2010年1月28日から夕刊フジに初代党首の饗庭直道（当時広報本部長代理）の連載コラム「いざ!幸福維新」がスタートし、これは竜の口法子（当時党女性局長）ら歴代党首を経て現党首釈量子に受け継がれた連載は、2025年1月の夕刊フジ廃刊まで続けられる予定である。
また『ビジネスアイ』およびその電子版『SankeiBiz』にも石川悦男（当時党首）のコラムが2010年（平成22年）2月から毎週掲載（もしくは隔週掲載）されていた。その後、ついき秀学（当時党首）をはじめ歴代党首に引き継がれて、2021年の紙版休刊まで掲載された。

### アメリカ合衆国
総じて米共和党を支持する傾向があり、米民主党には批判的である。
日米関係では日米同盟の重要性を主張し、これを見直す動きについて懸念を表明している。また、日米関係を重視する識者の寄稿を掲載することもある。
- イラク戦争については、「（イラク・フセイン政権の）大量破壊兵器の廃棄を目指す戦争」という米国の公式見解を概ね支持したが、その後フセイン政権が倒れ大量破壊兵器の発見が絶望的になると、「戦争に大義や正義を主張するのは無意味」と姿勢を転換。これを契機に『ゴーマニズム宣言』の小林よしのりが反米保守へ転向[64]し、競合の世界日報も産経東京本社の変節を批判した[65]。
- 普天間飛行場の移設問題については、小泉内閣時代の2006年（平成18年）に合意された「名護市辺野古への移設」の履行を強く求めている。
- 環太平洋戦略的経済連携協定（TPP）については、日米関係強化および中国への対抗の観点から、日本の参加を要望[66][67][68]。2017年に第45代米大統領ドナルド・トランプがTPP離脱を表明すると、第97代内閣総理大臣安倍晋三が中心となり、米国を除いた11カ国によるTPP11をまとめ上げることに成功した。

### 中華人民共和国（北京）
中国共産党を「北京」と呼称する事がある点が特徴である。文化大革命期に共同通信社を皮きりに他紙が次々と国外追放される中、朝日新聞のみが中国国内に残り、以降、産経を除く他社は中華人民共和国国務院（中国当局）の台湾支局閉鎖の要求を呑んで中国に支局を開局した。これとは対照的に、産経新聞は中国当局の要求を一貫して拒否し、結果として1967年（昭和42年）に特派員柴田穂が国外追放されて以降は、北京への特派員常駐を認められなかった状態で、日本の新聞で最も早く林彪の死亡推測記事を伝えるなど、むしろ政治的には中国を詳しく報道することとなった。以後、1998年（平成10年）までの31年間、北京に支局を置くことがなかった。
1998年（平成10年）に、北京に再び開局した支局を「中国総局」とし、組織上「台湾支局」をその下に配置することで中国支局を再開した。産経新聞がこうして中国の支局を再設置した結果、マスコミ他社もそれに倣って同じ条件で台湾に支局を開局することとなった。

### 中華民国（台湾）
蔣介石支持で古くから知られていたが、1972年の日中国交回復の頃からその傾向を強め、1974年（昭和49年）8月15日から1976年（昭和51年）12月25日まで「蔣介石秘録」を連載した。鹿内信隆は、介石の後継として中華民国総統に就任した息子・経国と会談した際に、介石の日本への恩を忘れないようにとの思いでフジサンケイグループとして箱根彫刻の森美術館に父親の威徳を讃える「中正堂」を建立したと述べている。

信隆社長時代に2年にわたって掲載された『蔣介石秘録』には、南京大虐殺について死者数を30万〜40万とする主張を載せた記事やコラムを掲載していた。

### ソ連・ロシア連邦
2022年ロシアのウクライナ侵攻に関しては、他の主要メディアと比較しても特に「侵略」と言う言葉を用いて批判的な報道を多く行っている。
2022年5月4日に「反ロマスコミ」だとして、63人の日本人についてロシア連邦への入国を恒久的に禁止する措置が発表されたが，その中でも、読売は経営者のみ（渡邉恒雄）、日経は経営者と編集局長の二人だけであるところ、産経新聞は代表取締役社長飯塚浩彦（現・会長）、専務取締役近藤哲司（現・社長）だけでなく、ソビエト連邦の崩壊を世界に先駆けてスクープした論説顧問の斎藤勉と、東京本社外信部次長兼論説委員遠藤良介も入国禁止措置リストに入れられた。「メディア関係者」で最多かつ論説委員クラスからは唯一対象者を出しており、自民党(在任中は党籍離脱する衆参両院議長含む25人)に次ぐ入国禁止措置対象となっている。

### 朝鮮半島
冷戦時代、日本のメディアの朝鮮半島報道は、北朝鮮肯定・韓国否定が主流だったが、産経新聞はほぼ唯一、韓国支持・北朝鮮批判の論陣を張った。
韓国が第3代大統領朴正煕による第三共和政だった当時、日本メディアの多くは、朴政権をクーデターで政権を奪った独裁政権と否定的にとらえ、野党や知識人に対する弾圧に注目する一方、近代化や経済発展に関心を示さなかったが、産経新聞は、朴の近代化政策や経済建設を高く評価した。韓国国内でも、産経新聞は親韓メディアとみなされていた。朴は1976年の産経新聞による単独取材に「産経新聞が公正な態度で偏見のない報道を貫き、日本国民の正しい認識を深めるのに尽くされていることに対し感謝したい」と述べている。
第13期大統領選挙を前に、後の第6代韓国大統領盧泰愚による民主化宣言が出された後の1990年代以降は、徐々に立場が逆転。産経は南北双方に対して批判的になり、朝日の方が韓国の立場を支持するという意味で良心的と讃えられるようになった。背景には、民主化宣言以後の金泳三、金大中、盧武鉉政権など北朝鮮に対する融和的なムードが韓国国内で広がったこと、冷戦終結で相互に遠慮が無くなったこと、また慰安婦問題など植民地時代の歴史認識をめぐって産経が日本政府の立場を前面に押し出す姿勢を見せたことなど、様々な理由がある。

2014年には、朴正煕の長女で第11代大統領だった朴槿恵に関する報道が外交問題化している。元ソウル支局長黒田勝弘は、「娘・槿恵時代の韓国に産経新聞の記者が名誉毀損で裁判にかけられていることを父は草葉の陰でどう思っているだろうか。お互い残念なことだが、これは時代および日韓関係の変化の象徴である」と述べている。

1980年1月7日、産経新聞は社会部記者（後に産経デジタル初代社長）阿部雅美による「アベック3組ナゾの蒸発 外国情報機関が関与?」という記事を朝刊一面トップに載せ、マスメディアで初めて拉致事件の報道をする。その後も拉致疑惑とされていた、北朝鮮による日本人拉致事件をいち早く報道した。スクープから7年後の1987年に爆破テロである大韓航空爆破事件が発生し、日本人拉致が北朝鮮によるテロ活動の一環として認知されるようになると、1988年（昭和63年）3月26日の参議院予算委員会において国家公安委員長（当時）梶山静六が日本共産党の橋本敦の質疑に答え「日本海側から消えている日本人は北朝鮮による拉致の可能性がある」と国会の席で初めて述べた。この梶山答弁はNHKの国会中継で放送されなかった上に民放テレビ各社も全く取り上げず、新聞紙面で報道したのも橋本が所属する共産党の中央機関紙『赤旗』および一般全国紙では産経新聞のみだった。
2006年（平成18年）4月には常務取締役加藤雅己が共同通信加盟社の旅行団メンバーとして北朝鮮へ渡った。
1996年に“北朝鮮（朝鮮民主主義人民共和国）”というような正式呼称の併置を廃止し、日本メディアで最初に「北朝鮮」と単独表記することにした。このことで朝鮮総聯から抗議を受けたが、その後2002年（平成14年）〜2003年（平成15年）にかけて他の全国紙やNHKを含む日本のテレビ・ラジオ各局からも正式呼称が消え単に「北朝鮮」と呼称されるようになった。最近では「北」という表記も使用している。

### 中東諸国
中東問題では、社説などでイスラエル寄りの主張を行っている。パレスチナ自治区のイスラム原理主義組織「ハマース」に「イスラエルの存在を認めるべきだ」という旨を主張したり、パレスチナの国連加盟申請を「中東和平の阻害になる恐れがあり、イスラエルとの直接交渉こそすべきである」という主張をしたりしている。

### 原子力発電
東日本大震災（東北地方太平洋沖地震）に伴う福島第一原発事故発生以降も原子力発電の推進を主張し、脱原発の動きに懸念を表明している。この点については読売新聞と共通点がある一方、中日新聞社（東京新聞・中日新聞）とは対極の位置関係にある。
2013年11月14日の『主張』では、元首相・小泉純一郎による脱原発の主張を非難した。

日本共産党中央機関紙しんぶん赤旗によると、2008年度から2010年度の3年、経済産業省の外局資源エネルギー庁より原子力発電推進の広報事業（電力生産地・消費地交流事業）を請け負っており、2010年度の委託費は7400万円であった。

## 近年の動向
購読者は、東京本社版では90%以上が関東・静岡地区、大阪本社版では近畿地区にそれぞれ集中している。都道府県別では、大阪府が全体の3分の1強（約34%）を占める。一方、沖縄県では223部しか売れていないなど地域差に偏りが見られる。このため、2020年（令和2年）10月から紙版の自社販売網を首都圏と近畿圏に絞り込んだ。なお静岡県は元から地元紙の静岡新聞と複数の全国紙を扱う「合売方式」が主流。九州・山口特別版は最初から西日本新聞、毎日新聞の販売網に委託している。
2007年（平成19年）9月1日までにリストラの一環として行われた総支局の統合、撤退に伴い東京本社管内の県域版を廃止。「首都圏・静岡版」「北関東版」「東北版」「甲信越版」にそれぞれ統合、東京本社管内においての実質的な“県版”は廃止された（首都圏・静岡版は2009年（平成21年）2月11日より県域版が復活し各都県版に分けられた）。また大阪本社管内の中国地方と四国地方の県域版も「中四国版」に統一された。発行拠点のない地域では、直売所以外にブロック紙の販売店を通じて委託販売するなどしてカバーしている。
2009年（平成21年）2月から、全社員の約5%削減を目標として早期希望退職者の募集を開始。期間限定で役員報酬の減額も実施するとした。早期希望退職には、北京駐在の福島香織記者など多くの社員が応募。2010年1月には“社歴10年以上で40代”の社員に対しても早期退職勧奨を開始。
経費節減と九州・山口地区への販路拡大を目的に、2009年（平成21年）4月1日に大阪本社の下部組織として「九州・山口本部」（現・西部本部）を新設。同年10月1日から毎日新聞と提携して佐賀県鳥栖市の毎日新聞鳥栖工場で、「産経新聞九州・山口特別版」の現地印刷を開始した。「九州・山口特別版」は九州と山口県向けに発行される産経新聞（朝刊単独）で、九州の読者のニーズに配慮して九州独自の紙面構成になっている（紙面の大半は東京本社版を使用しているが、地方版とテレビ欄は大阪本社で製作される）。
日本国内外の記事を共同通信社や時事通信社からの配信に頼る事が多い。そのため、中日新聞（東京新聞）、北海道新聞及び西日本新聞などの多くのブロック紙、地方紙と同じ内容も見受けられる。また金融記事は米経済専門通信社のブルームバーグから配信を受けている。

### 東京本社管内の夕刊廃止
東京本社版では2001年（平成13年）11月7日に夕刊を廃止することを発表し、翌年の2002年（平成14年）3月30日付で発行を終了した（大阪本社版＝近畿地方のみでは夕刊を発行している。これは東西別対応というよりも、近畿地方では元来朝刊紙と夕刊紙とで住み分けされた文化があることに加え、同日付で夕刊専門紙として大阪で長年発行してきた僚紙の大阪新聞を廃刊し、その内容を産経新聞大阪本社夕刊に事実上継承させた経緯によるもので、主に大阪新聞時代からの連載・特集と、関西圏の地場ニュースに特化したものとなった）。夕刊廃止についてフリーライターの山口俊明が“産経新聞の東京圏での夕刊セット率は3割程度でコスト割れを起こしていた”とし、更に“売れ残った夕刊を販売店に引き取らせ、代金も徴収するいわゆる押し紙を行っていた。これに販売店も反発し、本社の前でトラックに山と積まれた押し紙を投げ捨てたこともあり、一方で大阪圏のセット率は6割前後を維持していた”としている。
産経新聞は夕刊廃止の理由について「『一日の出来事が、丸ごと一紙でわかる』24時間編集の新聞をめざす。世界の一流紙はみな朝刊専門紙である。夕刊が無くなっても犬は困らない」（当時の産経新聞夕刊廃止広告のキャッチフレーズ）と述べている。また「ワンコイン作戦」と称して、一部売り朝刊を2001年9月1日付より一部110円から100円に値下げ。これ以降「新朝刊」という表現を用いている。
以来、東京本社で廃止された全国紙・産経新聞としての夕刊の機能は夕刊フジが担っている（夕刊フジの論評がそのまま本紙電子版に載る）。しかし産経新聞の夕刊が廃止されたことに伴い宅配自体は原則、翌朝配達（広義の一回配達に同じ。鉄道駅・コンビニエンスストアなどにおける即売のみ発行当日の夕刊での販売は継続されている）へ切り替えられている。その夕刊フジも2024年10月1日発行の2日付で、「2025年1月31日発行の夕刊（2月1日付）で休刊する」と発表し、事実上産経新聞の夕刊が完全撤退となる。

### 休刊日の一時廃止
2002年（平成14年）2月より駅売り即売版のみ新聞休刊日の発行を行ったが、日本新聞協会加盟各社の反発を招き、清原武彦社長が日本新聞協会副会長を辞任する騒動となった。さらに2002年ソルトレークシティオリンピック開催期間中だったため、読売新聞が『オリンピック特別号外』と称して、定期購読の宅配分も含め新聞休刊日にも発行してこれに対抗、朝日新聞など他紙もこれに倣って宅配分も含めての新聞休刊日発行を行った。その結果、3ヶ月で産経新聞は新聞休刊日の発行を中止し、各社も同じく発行を中止した。

### ネット事業
デジタル事業部を「産経デジタル」として2005年11月に阿部雅美を初代社長とする分社をし、2006年2月から本格的な事業展開を始めている。他社が紙媒体にフォーカスしていた2007年時点でネット報道に力を入れている。2007年10月1日から開始されたマイクロソフト社と提携・運営する「MSN産経ニュース」の利用者数は、産経新聞で単独運営していた「Sankei Web」の9月の利用者数の約2.4倍の414万2000人に増加した。2014年9月時点で「MSN産経ニュース」は新聞社系ニュースサイトの最大規模利用者数となり、同年10月1日に単独運営の「産経ニュース」とオピニオンサイト「iRONNA」（いろんな）をオープンした。

## 関連メディア
サンケイスポーツ・夕刊フジ
全国紙を発行している他の4社は、系列にタブロイド紙は無く、スポーツ新聞は別法人が発行しているが、産経は産経新聞社本体が発行している。
フジテレビジョン
1968年（昭和43年）にフジテレビジョン、ニッポン放送の両社の社長を兼任する鹿内信隆が産経新聞社の社長に就任した。同時にグループ各社を横断で統括するフジサンケイグループ会議を創設し、自ら議長（最高経営責任者に相当）に就任、グループ経営と電波・活字両媒体の連動による活性化を推進した。こういった経緯からフジテレビをはじめとするグループ各社、とりわけ電波媒体との連動に積極的であり、他の新聞社・放送局とは一線を画している。産経ニュースとFNNプライムオンラインとの横断企画広告、イベントの共同主催、フジテレビの地上アナログ帯域の隙間を活用した産経新聞の紙面データ送信サービス「E-NEWS」（現在は終了）など、営業面・事業面・技術面でさまざまな取り組みがなされている。その一方でフジテレビ及びフジテレビ系列局に対して批判的な記事が掲載されるなど、言論機関としては相互に独立している。

### 他紙との関係
- ブロック紙3社の中日新聞社（中日新聞・東京新聞）、西日本新聞社（西日本新聞・西日本スポーツ）、北海道新聞社（北海道新聞・道新スポーツ）とは政治的主張は異にしているものの、産経新聞社をはじめフジサンケイグループ各社とは友好かつ事業面でも協力関係にある。中日新聞社の中興の祖である与良ヱは、1950年代に産経新聞副社長を務めていたことがある。
- 沖縄県石垣市で発行されている八重山日報と業務提携を結んでおり、編集長の仲新城誠の著書を系列の産経新聞出版から刊行しているほか、記事の相互交換を行っている。
- 中国共産党中央機関紙人民日報からは「保守派のプロパガンダ機関」、「右翼の安倍晋三首相の支持陣営」[99]と評された。人民日報傘下の「環球時報」からは頻繁に「日本の右翼メディアの報道」として記事内容を採り上げられている[100][101][102]。
- 韓国の大手紙東亜日報は産経新聞ソウル支局長名誉毀損起訴事件に関連して、日本のメディア、特に産経新聞には菊タブーがあり天皇批判を行わないが、他国の国家元首に対しては無礼な報道を憚らない極右新聞、チンピラメディアと評している[103]。また金玄基・中央日報編集局長は、東京支局長として日本に赴任する直前、東京特派員だった先輩に「産経は絶対に引用するな、記事の内容は全部嘘だ」と忠告されたという。産経新聞がソウルの日本大使館前で行われている慰安婦問題の抗議集会について「慰安婦は、死してなお対日歴史戦の戦士と祭り上げられ、反日の道具と…」と記事にしたことや「歴史戦」の企画について、金玄基は「産経が極右の先鋒として、安倍政権の『提灯持ち』を自負しようがしまいがそれは産経の自由だ。しかしいくら産経が逆立ちしたまま歴史をひっくり返して解釈しようとしても変わらない真実がある。日本は加害者で韓国は被害者だったという不変の史実だ。今でもそれを知って記事を書くならば「産経記事も引用するべきことはしろ」という話を後輩に聞かせようと思う。大きな期待はしないが。」と述べている[104]。

### 備考
- 1955年以後、全国紙で唯一書籍版の新聞縮刷版を定期刊行していない（『産業経済新聞』時代の1951年～1954年に大阪本社版の縮刷版が定期刊行されていた）。またスポーツ新聞だけでなく夕刊紙や産業専門紙も持つ唯一の全国紙でもある（創刊の経緯にちなむ）。
- 2001年末から交ぜ書きを止めている[105]。
- 全国紙に分類されているが、北海道などでは発行されていない（北海道へは東京本社版（地域面差し替え無し）を空輸し、主に北海道新聞の販売店が配達していたが、2020年3月で北海道内での宅配配達を終了した。[要出典]購読部数は極めて少なかった[86]）。北海道新聞社は産業経済新聞社と提携して道新スポーツを発行していたが、2022年11月30日で休刊した。

## 紙面・構成

### 題字と地紋、およびその配置
1942年（昭和17年）に戦時統合で『産業経済新聞』となった発足当初の題字は波の地紋に楷書体で「産業經済新聞」と書かれていた。戦後も暫くは楷書体の題字が続いたが、1950年（昭和25年）3月1日、東京本社版の発行が始まるのと同時に楷書体から隷書体に変わり、地紋にも手が加えられる。東京本社版では下部に「東京」の文字が追加された。
1955年（昭和30年）11月、東京で発行されていた『時事新報』を産業経済新聞本体に吸収して『産経時事』としたが、このときの題字は『産業経済新聞』と同様に波の地紋に隷書体の縦書きで「産經時事」と書かれ、上にカタカナで「サンケイ」とゴシック体の活字で明記されていた。なお産経時事の題字は東京本社版のみで、大阪本社版は従来通り『産業経済新聞』の題字で発行されていた。その後も株式会社時事新報社は休眠会社として存続している。

『産経新聞』となった後も同様に波の地紋に縦書きで「産經新聞」と隷書体で書かれ、下部に「産業経済新聞」、更に東京本社発行分はその下に「時事新報合同」とゴシック体の活字で明記されていた。これが従来と同様、1面右端に配置されていた。

この頃、産経新聞が出資・報道協定を結んでいるフジテレビジョンが1959年に開局したが、鹿内信隆はそれにちなみ、「フジ新聞」としたい構想があったが、それはのちに創刊する夕刊フジに由来するようになる。
1969年（昭和44年）5月、『サンケイ』に改題後は亀倉雄策作のロゴをそのまま使用することになり、当初は従来からの波の地紋の中央に富士山が登場し、その上に縦書きでカタカナ四文字が配され、下部にゴシック体の活字で「産業経済新聞」「産経新聞」と明記された（亀倉ロゴの「サンケイ新聞」の文字は1962年（昭和37年）2月1日付から欄外に配されていた）。同年9月1日より横型に変更して富士山を象った模様の上にカタカナ四文字が配され、左隣に「産業経済新聞・産経新聞」と小さなゴシック体の活字で書かれるようになった。どちらも東京本社版にあった「時事新報合同」の文字は表記されなくなった。
横書きになってからは右側（ごく初期は左端。右側に全国の発行日付け天気）に広告が書かれていたが、1982年（昭和57年）8月1日（※東京本社版）から「新川和江選・朝の詩」が左端に載せられるようになったため、日付は題字右側に移動（夕刊は変わらず）。
1986年（昭和61年）4月1日から、フジサンケイグループのCI導入により、題字右端下に吉田カツ作による“目玉マーク”が添付され、その右側に馬場雄二作の「FUJISANKEI COMMUNICATIONS GROUP」のロゴが付けられた。
1988年（昭和63年）5月29日『産経新聞』に復題後、青の正方形の無地に白抜きの毛筆篆書体で右から縦書きで「產經」「新聞」と揮毫された現在の題字が登場。1頁中央上部に正方形の縦書き2行で書かれた題字を中心に、左右に淡いグレーのボックスを配したレイアウトを採用。左側ボックスは朝刊が「朝の詩」、夕刊がコラム記事。右側ボックスは、当初は朝刊がその日の主な予定や各国の祝日など行事の紹介、後に主要記事目次、夕刊は別のコラム記事が載っていた。また日付のところの新聞名の表示が「産業経済新聞（サンケイ）」と変更された。
現在は東京、九州・山口版と大阪版では若干レイアウトが異なっているが、大阪版は1988年の紙面刷新以後のスタイルをほぼ踏襲する形を取り、右端は宅配申し込み・記事内容の問い合わせの電話番号等を掲載している。一方東京本社版は2008年（平成20年）3月20日（※九州・山口版は2009年（平成21年）10月1日創刊）以後、左端のところに日替わりコラムを掲載しており、題字・「朝の詩」は右寄りに配置された。なお「産業経済新聞（サンケイ）」の文言は削除されており、九州・山口版には日付のところに「九州・山口特別版」という表示がある。目次については、東京、九州・山口版は左端の日替わりコラム・南ひろこ「ひなちゃんの日常」の中間、大阪版は右下にある。2013年（平成25年）4月1日に、東京、九州・山口版で紙面刷新を行ない、「産業経済新聞（サンケイ）英称・THE SANKEI SHIMBUN」の文言を再び入れるなどとして、大阪版同様の刷新となった。（※東京版は、2008年3月20日の紙面刷新以来5年ぶり。九州・山口版は、2009年10月1日の創刊以来初だという。）

なお産経新聞社の正式な社旗は初代が赤地（紺地説あり）に左上から三本の白い斜線が左下に降りる上の中央に丸で「産経」と縦書きで書かれた文字を囲むマークを配した物。水野成夫経営後は赤地に中央よりやや上部に白く横一線がひかれ、その中に亀倉ロゴのカタカナ四文字「サンケイ」が青文字で配された物。三代目の現行は赤地に白く目玉マークを染め抜き、下部に「産經新聞」と馬場雄二作のフジサンケイグループ統一ロゴが白く染め抜かれた物となっている。

### 「正論」路線と『主張』『正論』欄
逆コース真っ只中の1958年（昭和33年）、東京進出による借入金が34億8000万円、手形が13億4000万円まで累積し、前田が住友銀行頭取・堀田庄三に財界からの支援を要請した結果、国策パルプとフジテレビジョン両社の社長を務めていた水野成夫が代表取締役に就任し、財界による「はっきりした保守新聞」の要望に応える形での紙面刷新・転向と改題を行った。

水野が退陣すると鹿内信隆が社長に就任し、1969年（昭和44年）4月1日、社説を「主張」に改題。7月には「新聞が本当に不偏不党の立場でまかり通るような安泰なものに、今、日本の国内情勢がなっているでしょうか」「敢然と守ろう『自由』、警戒せよ、左翼的商業主義!」と宣言し「正論」路線を打ち出した。1970年（昭和45年）1月1日付では「年頭の主張」を鹿内が自ら執筆し、死去直前の1990年（平成2年）まで20年間続けた。1973年（昭和48年）6月には産経新聞朝刊紙上で『主張』とは別にオピニオン記事としての『正論』欄を常設。保守系の学者や評論家にその主張を公表する場を与えた。同年11月には、これを基に月刊総合雑誌『正論』も立ち上げた。
住田良能が論説委員に昇格した1989年（平成元年）から、東京本社編集局長、主筆へと駆け上がった1990年代には、この傾向がさらに強まった。

月刊『正論』の販売部数が伸びた2007年（平成19年）からは産経新聞本紙での『正論』欄掲載が平日の5日間のみに縮小されるなど、時代の変化に合わせた改革も行われている。
「“ナンバーワン”よりも“オンリーワン”」「新聞はみな同じではありません」「群れない、逃げない。モノを言う新聞」とのキャッチフレーズの下に独自路線を進むことを宣言した。

年越し派遣村等の生活困窮者支援施策やその関係者についての報道・論調に見られるように、2009年9月から2012年12月までの民主党連立政権による社会民主主義的・左派的政策や、およびそれらを肯定的に伝える他紙（朝日新聞、毎日新聞、中日新聞）に対しては批判的であった。

### コラム『産経抄』
1面コラムは前田社長時代、「点心」を掲載していた。前田に代わって水野が社長に就任すると、朝刊のコラムを「サンケイ抄」として室伏高信に、夕刊のコラムを「笛」として渡辺一夫に外部委託して連載していた。しかし朝日新聞より引き抜かれた土屋清が編集総長兼論説委員長に就任した際に、編集各部の部会を回って紙面改革の意見を徴したとき、政治部記者の俵孝太郎が「コラム執筆者は内部起用すべきだ、機会を与えられればわれわれも他社並のことはできる」と発言した。その結果、土屋は東西の編集各部長に60人の候補者を推薦させて社内コンペを行い10人を選び、内6人に「サンケイ抄」と「笛」の分担執筆を命じた。
「サンケイ抄」は当初、編集総長室の古屋奎二と山本雄二郎が隔日で、日曜日は選外入選組が書いた。古屋が『蔣介石秘録』執筆の為に抜けた後は、政治部の俵がそれに替わり、日曜日を社会部部長の青木彰が担当した。その後、水野の社長退陣に土屋が殉じて退社した後に、青木が編集局長に就任すると、石井英夫を専門の執筆者として指名し、以後は石井が独りで（月曜掲載分は石井が日曜休暇の為別人の執筆）35年間に渡り書き続けることとなった。2004年（平成16年）12月28日をもって筆者が交代した。メディア批評誌『創』は、30歳代から40歳代の数人の若手記者による輪番執筆に変わったと指摘。会社側も2008年（平成20年）6月20日付紙面で、委員長皿木喜久ら3人の論説委員が交代で執筆するようになったと認めた。
2012年7月、産経抄は坂本龍一本人が産経新聞本紙に月に1度の連載「いま、僕が思うこと」を持つにもかかわらず、反原発運動に参加した坂本を名指しで批判した。坂本は9月23日に同エッセイで反論し、連載を終了した。

### エッセイ
基本的に毎月第一月曜日、産経新聞の朝刊1面に掲載される。
- 反貞女大学 三島由紀夫 1965年（昭和40年）2月7日 - 同年12月19日

「奥さま日曜日です」のコーナーに計45回連載された。
- 風塵抄 司馬遼太郎 1986年（昭和61年）5月 - 1996年（平成8年）2月
- のどもと過ぎれば・・・西城秀樹 1995年4月8日〜1997年4月5日、毎週土曜日
- 月に一度 江藤淳 1996年（平成8年） - 1999年（平成11年）
- 日本よ 石原慎太郎 1999年（平成11年）11月 - 2012年（平成24年）12月
- 2008年（平成20年）3月20日の（※東京本社版）紙面刷新により、30日日替わりエッセイと称して二面に毎日日替わりでエッセイが掲載されることとなった。日替わりエッセイの一回目は石原慎太郎の「日本よ」がそのまま掲載された。そして2015年（平成27年）10月19日（※原則第3月曜日）より、『日本よ、ふたたび』が掲載されるが2017年の小池百合子ブームによる小池劇場と豊洲への築地市場移転問題時に産経側がコラムを当面の間、休止してくれと石原に要求し、「君がそうなら結構だ、書かない」となり止まった。

月1回エッセイ
- 東京本社版・九州・山口特別版は1面、大阪本社版はオピニオン面に掲載。
  - ＊＊（福田・麻生・鳩山・菅・野田・安倍）首相に申す 櫻井よしこ（2008年（平成20年）4月 - 2013年（平成25年）3月）毎月第2木曜日
  - 塩爺のよく聞いてください 塩川正十郎（2008年（平成20年）4月 - 2009年（平成21年）11月）毎月第3木曜日 他

### 文化面
金美齢・日垣隆・山崎行太郎などが土曜日から月曜日まで交代で執筆するコラム『斜断機』を2002年（平成14年）3月31日まで連載していた。最終回は日垣の「さらば斜断機」。
2002年4月から2009年2月まで、著者を入れ替え、反論コーナー『斜断機へ』を廃止して新コラム『断』。
2009年3月より一部執筆者を変更して『断層』となり、現在に至る。

### 生活面
年金問題や介護、医療といった社会保障制度、医学博士などの専門家による「ゆうゆうLife」というコラムや「イチ押し！レシピ」という日本の全国紙で初だったカラー写真付の献立コーナーを連載している。天皇・皇族の動静や「おことば」を専門に報じる「皇室」コーナーがある。

### 経済面
「暮らしと経済」と題して、月曜から金曜まで「女性と仕事」「生活とマネー」「いま、はやりもの」「リフレッシュ」についての記事を連載している。

### 読者投稿欄
朝刊一面下部に，一日一題掲載される「朝晴れエッセー」（※元は，大阪本社発行の夕刊一面下部の「夕焼けエッセー」が，「朝晴れエッセー」と改題され，東京本社版及び大阪本社版の共通掲載となった。），同じく夕刊一面下部に掲載される，本にまつわる「ビブリオエッセー」，「朝の詩」、投書面「談話室」、著名人や公職者の論評が掲載される「アピール」がある。

### 発行年月日表記
全国紙の中で唯一、平成開始以降も西暦ではなく和暦を中心に使っている。昭和の時代においては、民間レベルでも和暦の使用が主流であったが、新聞業界では、朝日新聞が1976年（昭和51年）に日付欄の表記を「西暦（元号）」の順に変更したのを皮切りに、1978年（昭和53年）に毎日新聞が、1988年（昭和63年）に読売新聞と日本経済新聞が追随した。そのため、2022年時点で「元号（西暦）」を続けているのは、全国紙では産経新聞のみとなっている。地方新聞も含めて産経新聞以外のほとんどの新聞は平成以降に和暦表記から西暦表記にシフトしており、日付も西暦（和暦）という表記の仕方がされているが、産経新聞は和暦（西暦）という表記方法を採っており、和暦をメインにしている。地方新聞では、伊勢新聞が2023年現在でもこの表記方法を採っている。
- 日付欄は“平成23年（2011年）1月1日”と元号を先頭に表記している[注釈 15]。祝日には1面日付欄に日の丸を表示し、記事中でも国内関連記事は明治期以降の事柄であれば基本的に和暦表記をしている（相撲以外のスポーツを除く）。ただし、海外の記事や河野談話など対外関係記事、一部解説委員の執筆記事(主にオピニオン面)などでは西暦表記を使用している。日本国外に関する記事および日本国内でも江戸時代以前については西暦が用いられる。
なお、産経新聞の記事をインターネットで配信しているウェブサイト「産経ニュース」では、トップページの今日の日付を“2011（平成23）年01月01日”のように西暦を先頭に表記し、記事内では新聞と同様に原則的に元号を使用する一方で記事の配信日時における年表記、経済関連(主にSankei Bizと共通の記事にて)などの一部記事は西暦となっている。
2017年12月に明仁天皇の退位が2019年（平成31年）4月30日に行われると閣議決定されたため、2019年5月以降は平成ではない別の元号になることが確定していたが、2019年4月1日に新元号が「令和」と発表されるまで、2019年5月以降に予定される事柄の日付について、平成で表記されていた[注釈 16]。

### 番組表
番組表においては、関東・近畿（四国地方の徳島県を含む）両地方について、産経と最もつながりのある放送局にはアクセントを付けて目立たせる。
- フジテレビの番組表には黄色のスクリーントーン（関東版。地デジ完全移行に伴う番組表刷新まで）
- BSフジの番組表には水色のスクリーントーン（関東版）
- ニッポン放送の番組表にはタイトル部分に太めのゴシック文字を掲載（関東版）
- ラジオ大阪には灰色・網目のスクリーントーン（関西版）

※以前は「フジテレビのニュースはサンケイニュース」、「文化放送・ニッポン放送のニュースはサンケイニュース」と欄外に明記していたり（関東版）、ニュースの記号をフジテレビ（一部）、文化放送、ニッポン放送、関西テレビ（一部）、ラジオ大阪については黒四角に「N」の白抜き文字から黒四角に「サンケイニュース」の白抜き文字に代えていた。
※2011年（平成23年）7月24日の地上デジタルテレビ放送完全移行に伴う番組表刷新までは、東京本社版（※関東1都6県）のテレビ欄がアナログ放送のチャンネル順での収録であった（なお、これは他の新聞も同じであったが、朝日新聞東京本社版や日本経済新聞や聖教新聞の東京都内版や読売新聞東京本社の首都圏（東京都内）版は既に先駆けてアナログのチャンネル順から地デジのリモコンキーID順に変更されていた）。このため、フジテレビの番組表掲載位置が変更された。
それ以外の東京・大阪両本社で発行される関東・近畿両地方以外ではテレビ番組表は原則としてFNS系列局を民放の第1番手として掲載している。県内の番組表を中心に掲載しており、その他のは紙面構成などからハーフサイズ以下での収録となっている。
また、1970年代のごく一時期（1970年9月1日-1973年12月1日まで）、本編と、テレビ面・婦人面を一体化させた「ホームニュース」の二部紙の仕立てをしたことがあった。この時は当時NHKからフジテレビジョンの嘱託アナウンサーに移籍した小川宏夫妻を起用したことがある。

### その他の企画
まれに、本編の前後に「ラッピング新聞」と題した抜き取り可能な4ページ立ての全面広告紙面を作る場合がある（日刊スポーツでも同様に行う場合あり）。その場合、1面に「本日は特別紙面です。通常紙面（本編）は2枚目からになります」と書かれる場合もある。
更に、番組表（最終テレビ面）で、フジテレビの番組（地域によっては他系列）が掲載されるスペースの左隣にドラマやバラエティーの宣伝スペースをこしらえたり、ニコニコ動画の宣伝を一般番組表並みに載せたりしたこともあった。

### ウェブ版
他社と異なり社会面相当コーナーがなく「事件」になっている。

### アプリ版
紙の新聞と同じレイアウトの紙面を、iPhone/iPadおよびAndroidアプリ向けに配信している（朝刊は東京最終版、夕刊は大阪最終版。一部広告等は差し替え）。日本国内3キャリアで販売された画面サイズ7インチ未満のスマートフォンであれば、当日の朝刊を無料で閲覧可能である。無料化の狙いについて、産経デジタル取締役（2008年当時）の近藤哲司はITmediaの取材に対し、「小出しにせず、どーんと出して使ってもらおうと思い切った」「新聞の無料試読制度のようなもの」と述べている。Android版は1,575円、iPhone/iPad版は1,600円（いずれも月額・税込）を支払うことで、過去3カ月分のバックナンバーと大阪版夕刊も閲覧可能。
2014年（平成26年）3月31日、その日に放送されたフジテレビの番組「笑っていいとも！」の最終回を伝える「産経新聞特報」が配信された。
重大事件・事故等の発生時には、号外が配信されることもある。

## 連載漫画
- ひなちゃんの日常 南ひろこ
  - 連載当初から生活面で掲載されていたが、東京本社版は2008年3月20日付から1面に移動。大阪本社版は従来通り生活面に掲載（当初週1回。後毎日）していたが2009年7月より社会面に掲載するようになった。SANKEI EXPRESSにも同じものを転載。サラリ君連載終了後は火曜〜日曜の変則連載に変更。
- おやこ新聞　とみまつしろう
- 1コマ漫画 市原すぐる,山田紳

### 過去の連載漫画
- 1967年（昭和42年） 1月、手塚治虫の「鉄腕アトム」連載開始（単行本時「アトム今昔物語」に改題）
- 1969年（昭和44年） 9月、手塚治虫の「青いトリトン」連載開始（単行本時「海のトリトン」に改題）
- 1972年（昭和47年） うしおそうじの「快傑ライオン丸」連載開始。
- 1973年（昭和48年） うしおそうじの「風雲ライオン丸」連載開始。
- 1980年（昭和55年） 西村宗の「サラリ君」連載開始 大阪本社版では2009年（平成21年）7月よりスポーツ面に移動 2010年（平成22年）3月31日まで掲載
- 1981年（昭和56年） 松本零士が「新竹取物語 1000年女王」連載開始。
- 1983年（昭和58年） 5月、藤子不二雄Aの「夢トンネル」連載開始。（全301回）
- 1985年（昭和60年） 11月、日曜版に赤塚不二夫の「いじわる時事（じじい）」連載開始（全56回）[122]。単行本化されていないが、『夜の赤塚不二夫』に3回分のみ掲載。
- 1990年（平成2年） 夕刊に堀田かつひこの「カボスさん」連載開始。1993年（平成5年）まで掲載。
- 1995年（平成7年）1月1日 永野のりこの「ちいさなのんちゃん」連載開始。1998年（平成10年）8月1日まで掲載。
- のんびりいこうよ 赤羽みちえ 2010年（平成22年）10月29日まで毎週金曜日生活面に連載。母の介護と死、父の死などを描く。父の死後は自らの日常を描いていた。
- 九十九日記 胡桃ちの 大阪版おやこ新聞
- 文豪春秋 いしいひさいち（いしいの病気療養により2009年より休載中）
- バイトくん いしいひさいち（大阪夕刊（土曜日）2003年より連載開始、病気療養により2009年より休載中）

## 発行所
各発行本社の詳細な移転履歴はそれぞれのページを参照
東京本社
- 東京都千代田区大手町一丁目7番2号 東京サンケイビル 〒100-8077
  - 対象地域 北海道、東北、関東、甲信越、静岡県

大阪本社
- 大阪府大阪市浪速区湊町二丁目1番57号 難波サンケイビル 〒556-8660

大阪本社梅田オフィス
- 大阪府大阪市北区梅田二丁目4番9号 ブリーゼタワー 〒530-0001
  - 対象地域 近畿、中京、北陸、中国（島根県の一部を除く）、四国、沖縄県
  - 大阪本社傘下地域の大阪府、兵庫県、京都府、奈良県、和歌山県の2府3県では引き続き朝刊と夕刊が発行され、（大阪府以外では一部地域のみ朝夕刊セット）その他では朝刊が発行される。
  - 愛知県・岐阜県（深夜締め切りの13版を発行する名古屋市・岐阜市の一部は除く）では、夕方18時締め切りの早版=6版を発行しているため、社説、一部のニュース、スポーツニュース、連載記事・企画などは1日ズレ（2日前）のものを使用している。

西部本部
- 福岡県福岡市中央区渡辺通五丁目23番8号 サンライトビル4階 〒810-0004
  - 対象地域 九州全県（沖縄県除く）、山口県
  - 2009年（平成21年）10月1日付から、これまで大阪本社発行版（午後6時（18時）締め切りの早版=6版）を空輸で発送していた九州全県の発行を大阪本社から引継ぎ、1997年（平成9年）から発行を休止していた山口県での発行が再開された。九州・山口版は毎日新聞西部本社の「毎日新聞九州センター鳥栖印刷工場」（佐賀県鳥栖市）で委託印刷を行う。なお、沖縄県については従来どおり大阪から空輸（最終版）されているが、那覇の取材拠点は九州総局管轄となる。
  - 北海道、中京、北陸、沖縄県及び2009年（平成21年）9月までの九州については、事実上、販売エリア外であり、このため全国紙ではなく、準全国紙とみなされることも多い。なお、九州では2009年（平成21年）10月1日から「九州・山口特別版」の発行を開始し、九州・山口での販売網を強化する。
  - 九州・山口地区発行分の紙面は東京本社版がベースとなるが、地方版及び番組表は大阪本社で制作される。

## 国内総支局
東京本社管内【総局】
- 東北（仙台）、さいたま、千葉、横浜

東京本社管内【支局】
- 札幌、青森、秋田、盛岡、山形、福島、水戸、前橋、宇都宮、多摩（立川）、静岡、甲府、長野、新潟

大阪本社管内【総局】
- 中部（名古屋）、京都、神戸、中・四国（広島）

大阪本社管内【支局】
- 福井、津、和歌山、奈良、大津、舞鶴、阪神（西宮）、洲本、豊岡、姫路、鳥取、松江、岡山、福山、高松、徳島、松山、高知

西部本部管内【総局】
- 九州（福岡） - 2009年（平成21年）9月30日までは大阪本社管轄だったが、九州・山口特別版創刊のため移管した。

西部本部管内【支局】
- 山口（下関）、那覇

## ワールドネットワーク（国外支局）
- ワシントン支局
- ニューヨーク支局
- 中国総局（北京）
  - 上海支局
  - 台北支局
- ソウル支局
- ロンドン支局
- パリ支局
- モスクワ支局
- 中東支局

## 印刷工場
以下の拠点のうち、特記事項のない直営工場は分離子会社産経新聞印刷が運営。また同社運営の各工場は「（工場の所在地名）センター」と呼称されている。
東京本社管内
- 仙台[注釈 18]、江東、千鳥（千葉県浦安市）、川越、藤岡[注釈 19]

大阪本社管内
- 大淀（大阪市北区）、美原（堺市美原区）、岡山[注釈 20]、坂出[注釈 21]

西部本部管内
- 鳥栖、北九州[注釈 22]

### 廃止・休止された工場
- 芝浦工場（東京都港区） - 産経新聞印刷江東センターへ統合のため、2010年（平成22年）に閉鎖、跡地は複合商業施設『TABLOID』になる。
- 仙台新聞印刷仙台工場（仙台市若林区） - 先述のように2015年（平成27年）4月の仙台高速オフセット社への委託印刷開始により閉鎖。
- 産経新聞印刷浦安センター（千葉県浦安市） - 千鳥センターのオープンに伴い、2010年（平成22年）4月に閉鎖[126]。
- 産経新聞印刷松原センター（大阪府松原市） - 美原センターの操業開始に伴い、2009年（平成21年）6月に休止[126]。
- サンケイ瀬戸内印刷岡山工場（岡山市南区） - 前述の通り2016年（平成28年）10月の山陽新聞社新聞製作センターへの委託印刷開始により閉鎖。
- 産経新聞印刷所沢センター（埼玉県所沢市） - 読売新聞東京本社を通じた光村印刷川越工場および群馬高速オフセットへの委託印刷に切り替えのため、2019年（平成31年）3月に閉鎖。
- 産経新聞印刷北摂センター（大阪府摂津市） - 2019年（令和元年）11月に閉鎖[127]。

## 評価
オックスフォード大学のロイター・ジャーナリズム研究所の「デジタルレポート2020」によれば、読者の信頼度はHuffPost Japanが28%、 BuzzFeed Japanが25%がニュースサイトで最下位層であり、週刊誌の週刊新潮が27%、週刊文春26%であった。新聞における信頼度一位は日本経済新聞の51%であり、産経新聞は朝日新聞と同率の44%だった。